# Hans Lachenberger
Hans Lachenberger (* 22. März 1831 in Torgau; † 12. April 1891 in Lübeck) war ein deutscher Komponist.

## Leben
Nach einem abgebrochenen Jurastudium studierte er ab 1853 Komposition und Violine am königlichen Konservatorium der Musik in Leipzig und wirkte ab 1857 als erster Geiger in der Stadtkapelle Wittenberg. Im Jahr 1861 übernahm er die Funktion des Kapellmeisters und schrieb erste Auftragswerke, zumeist Vokalwerke und Kammermusik. Nach schwerer Krankheit zog sich Lachenberger 1875 aus dem Musikleben zurück und widmete sich bis zu seinem Tode Naturbeobachtungen.

## Werke
Er schuf mehrere Vokalwerke, darunter ein Requiem; außerdem Kammermusik, u. a. sechs Bläserquintette, sowie einige Instrumentalkonzerte.